# فابریسیو اوبرتو
فابریسیو اوبرتو (انگلیسی: Fabricio Oberto؛ زادهٔ ۲۱ مارس ۱۹۷۵) بازیکن بسکتبال اهل آرژانتین بود.
از باشگاه‌هایی که در آن بازی کرده‌است می‌توان به سن آنتونیو اسپرز، پورتلند تریل بلیزرز، باشگاه بسکتبال المپیاکوس، واشینگتن ویزاردز، و باشگاه بسکتبال والنسیا اشاره کرد.
وی در مسابقات کشوری و بین‌المللی در مجموع برندهٔ ۵ مدال طلا، ۳ مدال نقره، ۳ مدال برنز شده‌است.